# 法医学教室の長い一日
『法医学教室の長い一日』（ほういがくきょうしつのながいいちにち）は、1986年11月7日に日本テレビ「金曜ロードショー」の特別企画として放送された単発のテレビドラマ（テレフィーチャー）である。
1985年6月12日に「水曜ロードショー」時代に放送された『法医学教室の午後』が好評だったため、それによる第2弾である。

## 概要
横浜。早朝、神奈川医大法医学教授の新島（菅原文太）の自宅に神奈川県警の課長浜田（日下武史）から死体の解剖をしてほしいの電話が入った。新島が新聞に目を通すと記事には「13歳の少女、母親を殺す」の見出しだった。若手の教室員小林章（大江千里）と司法解剖した結果、死因はアルコール性肝硬変による病死であることがわかり、結局殺人罪ではない。やはり新聞を見た女子中学生の少女（遠藤由美子）は殺人と思って失踪し自殺を図ろうとしていた。少女は自宅に電話をかけ小林が説得に当たるが信用をしない。さらなる手段として新島はテレビのワイドショー番組でも必死に呼びかけるが、新島と新聞記者高田（鶴見辰吾）とで取材のあり方でもめ事となる。果たして、少女は無事見つかるのか…。

## 出演
- 菅原文太
- 大江千里
- 紺野美沙子
- 寺尾聰
- 佐藤オリエ
- 小倉一郎
- 比企理恵
- 遠藤由美子
- 河原崎長一郎
- 鶴見辰吾
- 室井滋
- 砂川啓介
- 日下武史

ほか

## スタッフ
- 脚本・監督：大森一樹
- 原作：西丸輿一（朝日新聞社「法医学教室の午後」。横浜市立大学医学部名誉教授）
- 音楽：矢込弘樹
- 製作：シネマ・ハウト、日本テレビ

## 補足
- テレビドラマではあるものの、フィルム撮影である。
- 解説は水野晴郎。
- 後にテレビ朝日「土曜ワイド劇場」で放送される「法医学教室の事件ファイル」シリーズの源流でもある。
- 偶然にも大江千里と遠藤由美子は1988年にフジテレビ「君が嘘をついた」でも共演することとなる。
- 劇中に大江の曲「コスモポリタン」が流れる。大江と監督の大森は同じ大阪出身であり、親交も深い。さらに、大江は1995年に映画「緊急呼出し エマージェンシー・コール」（大森が監督。やはり、医学関連の映画だった。大森は医師の資格も持っている）にも出演した。